# Santacruzodon
Santacruzodon es un género extinto de sinápsidos que existió en lo que actualmente es Brasil durante el periodo Triásico. La especie tipo es Santacruzodon hopsoni.

## Especies
Santacruzodon hopsoni fue hallado en 1995 en Santa Cruz do Sul, en el geoparque de Paleorrota, Brasil. Esta especie está relacionada con el género Dadadon, que fue hallado en Madagascar.